# Turistická značená trasa 3128

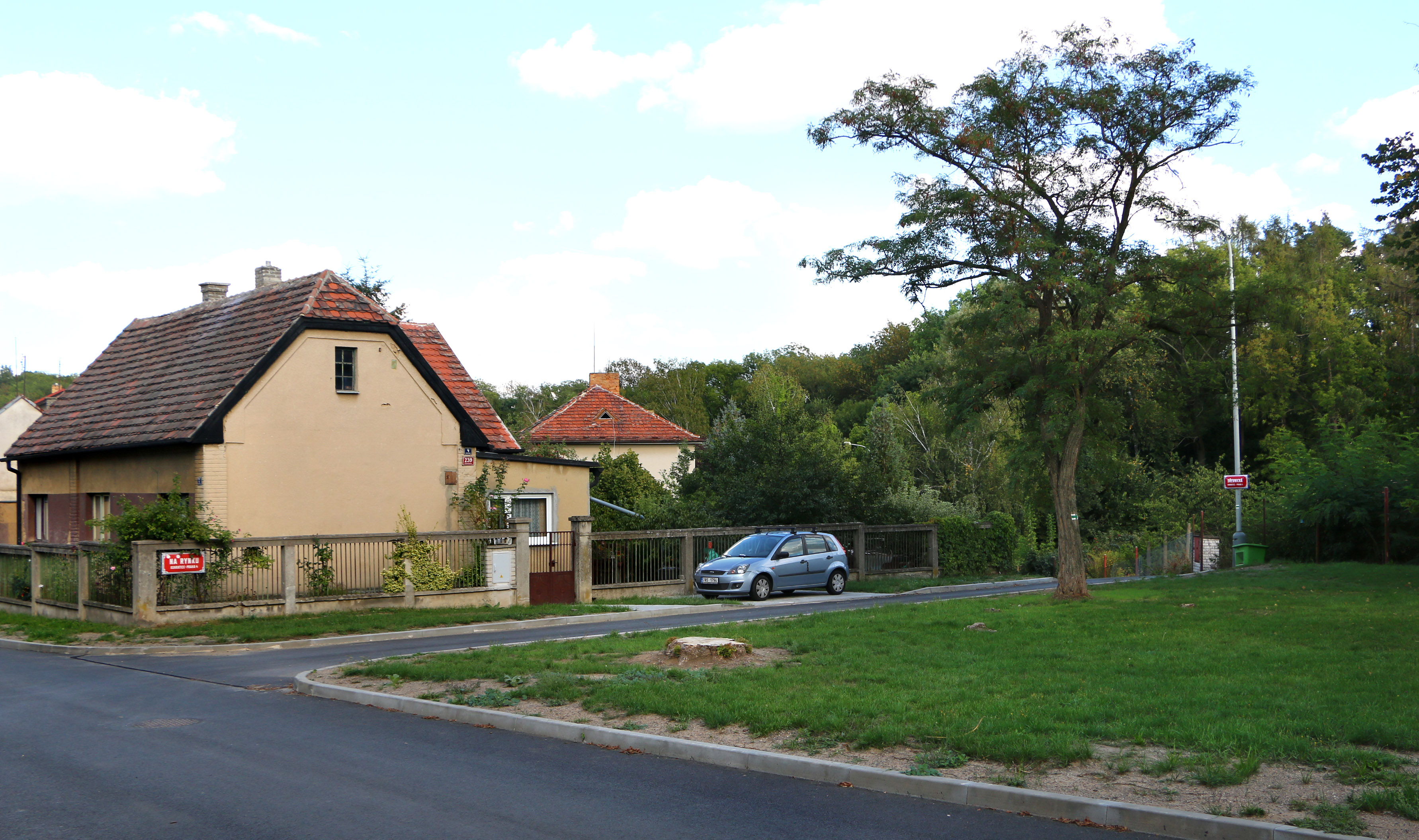
Turistická značka na cestě do Kunratického lesa

 Turistická značená trasa 3128 je zeleně vyznačená 3,5 kilometru dlouhá pěší trasa Klubu českých turistů vedená od kostela v Kunraticích k Dolnomlýnskému rybníku na jižním okraji Kunratického lesa.

## Popis trasy
Trasa vychází od kostela jižním směrem. Vede podél zámku a zdi zámeckého parku, zabočí na východ do kunratické bažantnice a za ní projde ulicemi mezi vilkami k rybníku Šeberáku s konečnou autobusů. Odtud vede ulicemi podél Kunratického potoka, spolu s cyklostezkou A213 projde kolem Hornomlýnského rybníka a pokračuje k Dolnomlýnskému rybníku, kde na hrázi u bývalého mlýna končí a kde na ni navazuje žlutě značená turistická trasa do Kunratického lesa.
| Km  | Místo                     | Navazující a křižující trasy | Nadm. výška |
| --- | ------------------------- | ---------------------------- | ----------- |
| 0   | Kunratice u kostela (bus) | 6122                         | 295 m       |
| 0,5 | Zámecký park Kunratice    | 6122                         | 295 m       |
| 1,5 | Šeberák (bus)             |                              | 280 m       |
| 3,5 | Dolnomlýnský rybník       | 6122                         | 260 m       |

## Zajímavá místa
- Kostel svatého Jakuba Většího[2]
- Kunratický zámek[2]
- Zámecký park v Kunraticích
- Lípa u brány zámeckého parku v Kunraticích - památný strom
- Dub letní v Kunratické bažantnici - u vodní nádrže
- Dub letní v Kunratické bažantnici - proti ulici Lišovická
- Šeberák
- Kunratický potok[3]
- Hornomlýnský rybník
- Hořejší mlýn, zanikl
- Dolnomlýnský rybník
- Bartůňkův mlýn
- Skalní útvar Dešťovka
- Kunraticko-michelský les[4]

## Veřejná doprava
Cesta vychází od zastávky MHD Kunratická škola a vede kolem zastávky MHD Šeberák.